# Sylt Shuttle
Sylt Shuttle eller Autozug Sylt er et selskab, som driver en forbindelse med biltog mellem byen Nibøl på det tyske fastland og byen Vesterland på øen Sild i den tyske del af Vadehavet. Sild er forbundet med fastlandet via en 11 km lang jernbanedæmning, Hindenburgdæmningen.
Overfarten varer ca. 40 minutter. På turen sidder passagerne i deres biler, motorcyklister er henvist til en passagervogn. Togstammen består af et antal dobbeltdækkervogne til personbiler, et antal fladvogne til høje køretøjer, lastbiler og motorcykler samt en personvogn til de passagerer der ikke har en bil at sidde i.
Sylt Shuttle er den ene af to muligheder for at få fragtet biler til Sild, den anden er med færgen mellem Havneby på Rømø og List på den nordlige del af Sild.
54°52′50.21″N 8°30′2.73″Ø / 54.8806139°N 8.5007583°Ø